# Ferenc Temlin
Ferenc Temlin slowenisch Franc Temlin (* im 17. Jahrhundert in Krajna bei Cankova, ehemals Teil von Ungarn, jetzt Slowenien; † in der 1. Hälfte des 18. Jahrhunderts) war ein lutherischer Pastor in der Region Prekmurje. Er war deutscher Abstammung.

## Wirken
Temlin lebte mit seiner Familie in dem kleinen Dorf Krajna, wo er als Geistlicher arbeitete. Ob er auch dort geboren wurde, ist unsicher. Über ihn ist nichts weiter bekannt, als dass er sich im Oktober 1713 am Evangelischen Gymnasium von Matija Bela in Banska Bystrica einschrieb. Am 15. Oktober 1714 hatte er sich als „Franciscus Temlin Muraj Szombathiensis Hungarus“ für ein Studium der Rechtswissenschaften und Philosophie an der Universität Halle immatrikuliert. Er wurde als „Franciscus Temlin, Muraytzombathiensis Hungarus, gratis“ Mitglied des Zentrums der pietistischen Bewegung deutscher Protestanten in Wittenberg. Temlin schrieb das erste Buch in der slowenischen Mundart Prekmursko, die in Ungarn und in Prekmurje gesprochen wurde. Es handelt sich dabei um eine Übersetzung des Kleinen Katechismus von Martin Luther. Der Mali katechizmus. wurde 1715 in Halle gedruckt. Temlin hielt sich nur teilweise an das Original. Ihm stand als Vorlage die ungarische Übersetzung Györi Katechismus aus dem Jahr 1709 zur Verfügung.
Temlin lehnte sich in der Schreibweise an die ungarische Graphik an, so wie sie auch in handschriftlichen Gesangbüchern in Prekmurje verwendet wurde. In einen undatierten Brief bat er um den Druck seiner Übersetzung und berichtete, dass er aus dem Deutschen ins Ungarische übersetzt habe. 1941 wurde in der Hauptbibliothek des Waisenhauses in Halle eine Ausgabe von Temlins Buch entdeckt. Insgesamt sind zwei Versionen bekannt. Mit seiner Schrift beeinflusste er nachfolgende prekmurische Autoren, die sich bei ihren Schriften an seinen Stil anlehnten.